# دختری که می‌شناختم
دختری که می‌شناختم (به انگلیسی: A Girl I Knew) رمانی نوشته جروم دیوید سالینجر نویسنده معاصر آمریکایی است که در فوریه ۱۸۹۴ به چاپ رسیده است.
این کتاب در فارسی به ترجمه علی شیعه‌علی و توسط انتشارات سبزان به چاپ رسیده است.